# 1325 Inanda
1325 Inanda (1934 NR) là một tiểu hành tinh vành đai chính được phát hiện ngày 14 tháng 7 năm 1934 bởi Jackson, C. ở Johannesburg (UO).